# ウズヴァル
ウズヴァル、ウズヴァール、ウズバル、ウズバール（ウクライナ語: Узва́р, Uzvar）は、ウクライナの伝統的なソフトドリンク。
ウクライナの家庭で作られている伝統的なドリンクである。
ウクライナでは夏場に収穫された梨、リンゴ、プラム、ベリー類を燻して保存するドライフルーツにして保存し、冬場のビタミン源として食している。そういったドライフルーツを水に入れて沸かし、ハチミツや砂糖を加えて甘さを調整し作る飲料であり、やや酸味がある。風味づけに八角やシナモンなどのスパイスを加えることもある。
ウクライナでは、カトリック教会由来の12月25日と正教会由来の1月7日の両日をクリスマスとして祝い、両日ともに国民の祝日となっている。ウズヴァルはクリスマスのディナーに欠かせない飲み物となっている。

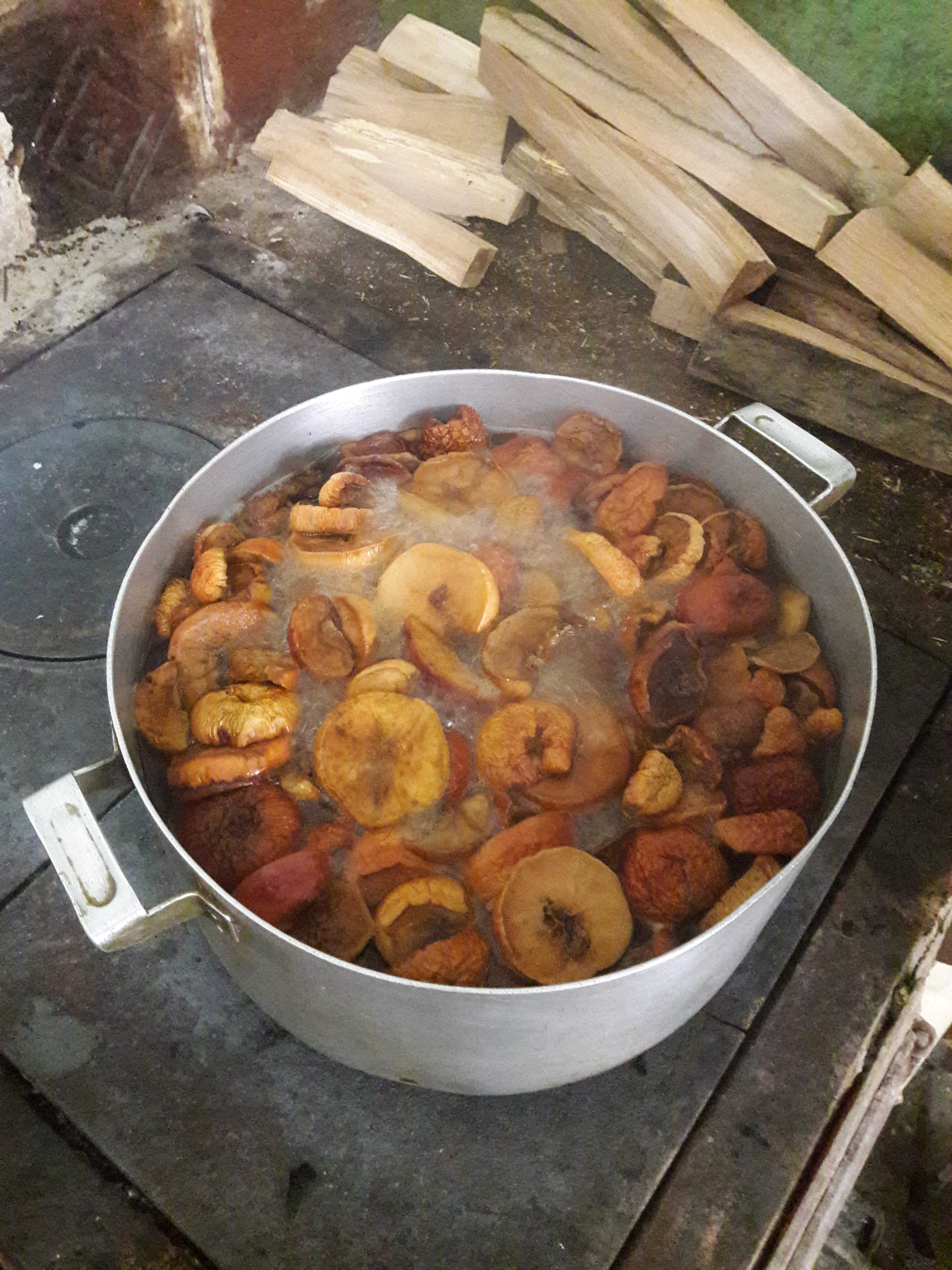
ウズヴァルを作っているところ